# Iglesia del Espíritu Santo (Ronda)
La Iglesia del Espíritu Santo es un templo cristiano de Ronda (provincia de Málaga, España), situado en uno de los barrios antiguos de la ciudad.
El edificio presenta una gran homogeneidad en su construcción. La obra se debió hace a finales del siglo XV y principios del XVI y corresponde al estilo híbrido gótico renacentista propio de la época.

## Historia
Se inició su construcción el 24 de mayo de 1485, el mismo año de la conquista de la Ciudad, por mandato de los Reyes Católicos, sobre la mezquita que había en el Arrabal Alto, próxima a la Torre de las Ochavas. Fue obra de las colaciones de la ciudad, dotada con doce caballerías de tierras. 
Se concluyó veinte años después (hacia 1505) y se consagró bajo la advocación del Espíritu Santo en conmemoración del día en que fue tomada la ciudad, Pascua del Espíritu Santo. No se elevó a la categoría parroquial hasta los últimos años del obispo César Diario.
Durante algún tiempo realizó las funciones de iglesia mayor, mientras se terminaban unas obras en Santa María. 
A mediados del siglo XIX se pretendió agregar a esta parroquia a la de Santa María para aumentar los feligreses de esta última, pero los vecinos del barrio del Espíritu Santo y los de San Francisco se negaron, alegando que eran zonas aisladas del resto de la población y que para llegar a Santa María tenían que atravesar las ruinas del castillo, cosa incómoda y peligrosa. La comisión encargada de estudiar el caso decidió que quedara como parroquia independiente.

## Descripción

### Interior
La iglesia es de una sola nave dividida en tres tramos cubiertos por bóvedas de crucería estrelladas, muy tardías, cuyos nervios apoyan en ménsulas a la altura de una imposta que recorre la nave. La capilla mayor se abre por medio de un gran arco triunfal, de medio punto, que apoya sobre gruesos y elevados pilares embutidos en el muro. En la clave del arco aparece un escudo. El presbiterio se cubre con una bóveda semiesférica ya barroca, con ocho nervios que terminan en placas. En la clave aparece una estrella de ocho puntas. La bóveda se apoya en trompas cegadas. En el testero de la cabecera encima del retablo, hay tres escudos: dos de ellos pertenecen a fray Bernardo Manrique (1541-1564), en cuyo obispado se realizó la obra, el otro es el escudo imperial de la Casa de Austria. En la parte superior de los muros laterales se abren dos vanos y, debajo del lado de la Epístola, una puerta que conduce a la sacristía.
A los lados de nave, cerca del arco triunfal, se abren otros dos arcos de medio punto, doblados, que dan paso a dos capillas laterales. Ambas son rectangulares y cubiertas con bóvedas de crucería estrellada como las de la nave central. Estas capillas hacen el oficio de crucero de la iglesia. En el lado del Evangelio se abre otra capilla que se comunica con el exterior y a la entrada del mismo lado se encuentra la escalera de subida a la tribuna. Ésta s levanta a los pies de nave sobre un ancho arco carpanel, que se enmarca por un alfiz formado por dos pilastras cajeadas y la cornisa, que sostiene la baranda de madera. A su vez, el arco está sostenido por dos pilares circulares embutidos en las pilastras cajeadas.

### Exterior
Toda la fábrica está realizada en cantería. Al exterior el edificio presenta un aspecto de fortificación muy propio de la época. Los recios muros se articulan por medio de grandes contrafuertes terminados en pináculos renacentistas que recuerdan todavía las formas góticas. A ambos lados sobresalen los cubos de las capillas del crucero, con sendos contrafuertes en las esquinas. Estas capillas son más bajas que la nave central. Sobre la capilla de la Epístola se eleva la espadaña en ángulo con dos cuerpos superpuestos. El primero es el cuerpo de campanas y está hecho en piedra como el resto del edificio, a los lados hay dos arcos de medio punto entre pilastras muy poco resaltadas, la decoración es muy sobria y se limita a marcar las líneas fundamentales por simples molduras. El segundo cuerpo es de ladrillo. Con el ángulo achaflanado como el cuerpo inferior y el perfil de líneas onduladas que se recortan sobre el cielo. La espadaña se remata, a su vez, por un frontón de líneas muy quebradas, por lo que pensamos será un añadido de la época barroca.
La fachada es muy sencilla, sigue el esquema de las fachadas de finales del gótico, está flanqueada por dos grandes contrafuertes que, como los demás, se rematan por pináculos. La puerta es un gran arco de medio punto enmarcado de forma irregular por un alfiz, único motivo mudéjar en la iglesia. Encima del arco aparece una pequeña hornacina avenerada con la paloma del Espíritu Santo.
Más arriba se abre una ventana germinada bajo un arco abocinado y ligeramente apuntado que quiere recordar las ventanas góticas, aunque es de una gran austeridad. Se remata la fachada por un frontón con un óculo central.